# Bonnetina
Bonnetina es un género de arañas migalomorfas de la familia Theraphosidae. Son originarias de México.  
Bonnetina es femenino en Honor de Pierre Bonnet (Vol, 2000). 
Bonnet fue un aracnólogo francés cuyos trabajos incluyen Bibliographia Araneorum, un inmenso tratado sobre las arañas (Estrada-Álvarez & Cameron, 2012:159).

## Especies
Según The World Spider Catalog 11.0:
- Bonnetina alagoni Locht & Medina, 2008 (Morelos).
- Bonnetina aviae Estrada-Álvarez & Locht, 2011 (Estado de México).
- Bonnetina cyaneifemur Vol, 2000 (Michoacán).
- Bonnetina papalutlensis Mendoza-Marroquín, 2012 (Guerrero).
- Bonnetina rudloffi Vol, 2001 (Colima).
- Bonnetina tanzeri  Schmidt, 2012 (¿?, POsiblemente Guerrero).